# 骨の音
『骨の音』（ほねのおと）は、岩明均の短編漫画作品、および初期短編集のタイトルである。本項では主に短編集の説明を行う。
1990年、講談社モーニングKCより刊行。2003年、KCDXから新装版が発売された。

## 収録作品
- ゴミの海　（モーニング オープン増刊 1985年7月11日号）
デビュー作。第12回ちばてつや賞 一般部門 入選。
- 未完　（モーニング オープン増刊 1986年1月30日号）
第13回ちばてつや賞 一般部門 入選。
- 夢が殺す　（モーニング増刊 OPEN [A] 1988年9月20日号）
- 指輪の日　（モーニング増刊 OPEN [D] 1989年4月11日号）
- 和田山　（モーニング増刊 OPEN [E] 1989年）
- 骨の音　（モーニング増刊 OPEN [C] 1989年）
- アシスタントで覚えた事　（1990年 特別描きおろし）4頁 傑作集にのみ収録

## 『ゴミの海』あらすじ
東京のエリートサラリーマン田村は、向かいのビルの屋上の飛び降り自殺らしき人影を見て驚く。それはかつて田村に鮮烈な印象を残した少女エリだった。
現場に向かった田村の事をエリは覚えていなかった。都会をうす汚れた海と呼び、故郷へ帰ると言うエリを残して田村は去る。
受験に苦しんだ6年前、旅行先の自殺の名所で田村は断崖から飛び降りかけた。そこに現れたエリは「ゴミなんか投げすてないで下さいね」と言うと、全裸になり助走をつけて海へ飛び込んだ。正気に戻った田村は、旅館でエリの噂を聞く。エリは自殺者を何度も見たせいか頭がおかしくなったらしい。東京へ帰る田村にエリは、東京へ行きたいがここを離れられない、海から呼ぶ声が聞こえる、と言う。田村を見送るエリはひそかに「助けて」と呟いていた。
現場のビルを離れた田村は、助けを求めるエリの声を聞いたような気がした。エリは田村を思い出すが、海が呼ぶ声を聞き、屋上から飛び降りる。身を挺してエリを救った田村は、周囲の騒ぎをよそにエリをお茶に誘いながら「呼ぶ声が聞こえた」と告げた。

## コミックス
- 講談社モーニングKC
  - 骨の音―傑作集 1990年1月23日刊行 ISBN 978-4061026964
- 講談社KCDX
  - 骨の音 新装版 2003年3月20日刊行 ISBN 978-4063346886